# 高崎ハリストス正教会

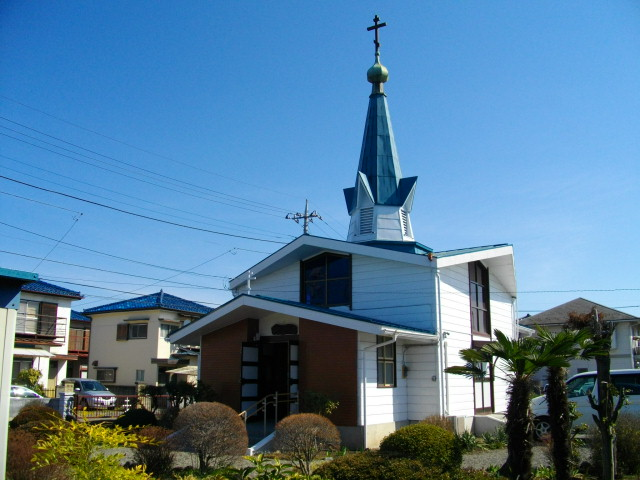
高崎ハリストス正教会　高崎市近郊の環状線（大通り）に面した閑静な住宅地に立地する。　遠くに榛名山を臨む風向の良い土地にある。

高崎ハリストス正教会（たかさきハリストスせいきょうかい）は、群馬県高崎市下小鳥町にある正教会の教会であり、自治正教会のひとつである日本ハリストス正教会教団に所属している。教区は東京大主教々区（主教座はニコライ堂）に属する。現在の聖堂は『我等の主イイスス・ハリストスの降誕聖堂（主の降誕聖堂）』と呼ばれる。通称は高崎正教会。

## 概要

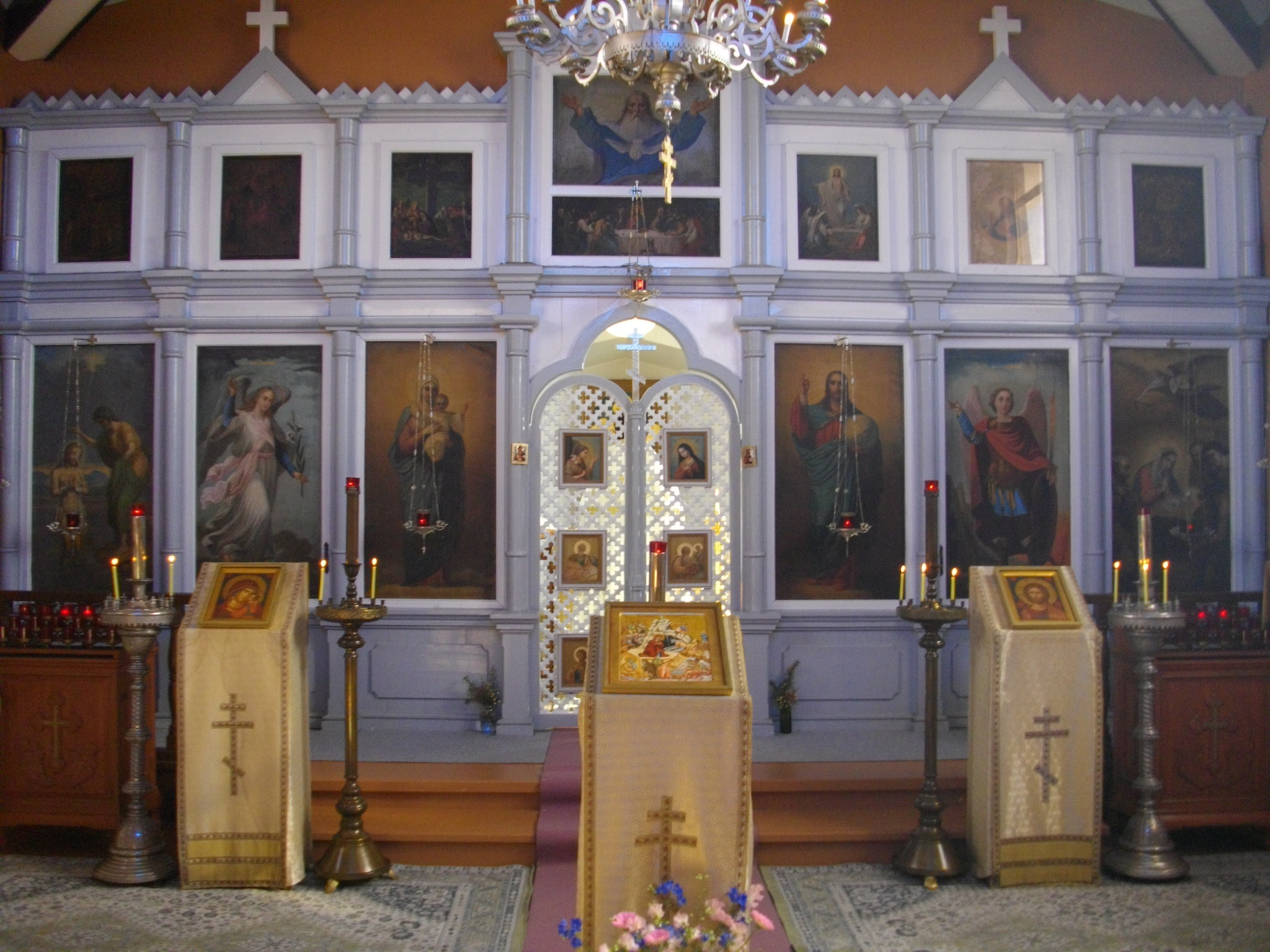
聖堂内の様子。正面に見えるのはイコノスタシス（聖障）と、三つのアナロイ（経案）。王門という両開きの扉の向こうは至聖所で、祭服を着た司祭が奉神礼を執行している。

高崎での伝教の歴史は明治初期に始まる。当時のニコライ主教によって派遣された司祭らによって、その業は推し進められた。現在の聖堂は昭和38年(1963年)に建築されたものである。突塔型のクーポルをもつ。日本最初の女流イコン画家の「イリナ山下りん」によって描かれた作品7点を擁する重要な文化遺産となっている。

## 沿革
- 明治11年（1878年）初め頃に、ニコライ主教によって派遣された司祭アンドレイ矢附が巡回先の高崎市内の旅館にて講演会を開いたところ好評であったため、市内にて毎晩講演会を開催するようになった。同年の6月には司祭パウエル沢辺によって12名もの人が洗礼を受け、これが高崎での正教会の始まりとなった。
- 明治12年（1879年）、市内の柳川町に仮会堂が設けられた。司祭巡回の度に新たに受洗者が起こされ、さらに信徒は増し加われた。だが、翌明治13年（1880年）1月26日の夜に発生した高崎大火により仮会堂はほぼ全焼となり、信徒らの家も多くは焼け出され、その後の宣教は大変な困難を迎えた。
- その後しばらくは信徒宅を借りて仮会堂としていたが、明治16年（1883年）に柳川町に新たに土地を購入、明治32年（1899年）に群馬県知事に新会堂の既設届けを提出した。
- 明治33年（1900年）の降誕祭には100人余りもの人々が来会した。
- 明治末期の日露戦争において、日本軍によって満州の正教会から接収された聖品の数々が、当時のニコライ主教の働きかけによって日本正教会[2]に渡された。その聖品のいくつかが現在でも高崎正教会に保管されている。
- 大正3年（1914年）、柳川町にて最初の聖堂が建築された。成聖式は当時の東京の主教セルギィによって執行された。
- 大正12年（1923年）9月、関東大震災によって、聖堂の外壁に大きな亀裂ができた。
- 昭和38年（1963年）、市内の下小鳥町に新たな聖堂が建築された。『主の降誕聖堂』と命名され、これが現在の聖堂となっている。

## 奉神礼（礼拝）
現在のところ常駐の司祭（神父）は不在で、前橋の司祭が月に1回ほど巡回し、晩祷と朝10時からの聖体礼儀が執り行われている。このほか十二大祭などに特別な奉神礼が行われることもある。各種奉神礼には信徒でなくても誰でも自由に参祷可能である。
立地は高崎環状線（大通り）に面しており周囲は閑静な住宅地である。JR信越本線・北高崎駅から北方向に徒歩で約20分，またはJR上越線・高崎問屋町駅から高崎環状線沿い西方向に徒歩で約20分ほどの距離にあり、下小鳥町西・交差点のすぐ近くにある（駅からタクシー利用可）。奉神礼が行われるのは2011年1月現在で以下の時間帯だが、臨時に変更される場合があるので、見学等訪問の際には事前に前橋ハリストス正教会に確認した方が良い。
- 聖体礼儀：第2日曜日　10:00 - ，前晩祷：前日土曜日　17:00 -